# 乍得军事
查德的軍隊由國民軍（包括地面部隊，空軍和憲兵隊），共和黨衛隊，快速干預部隊，警察以及查德國家和游牧警衛隊(GNNT)組成。目前，查德軍隊的主要任務是與該國境內的各種反叛力量作戰。

## 歷史

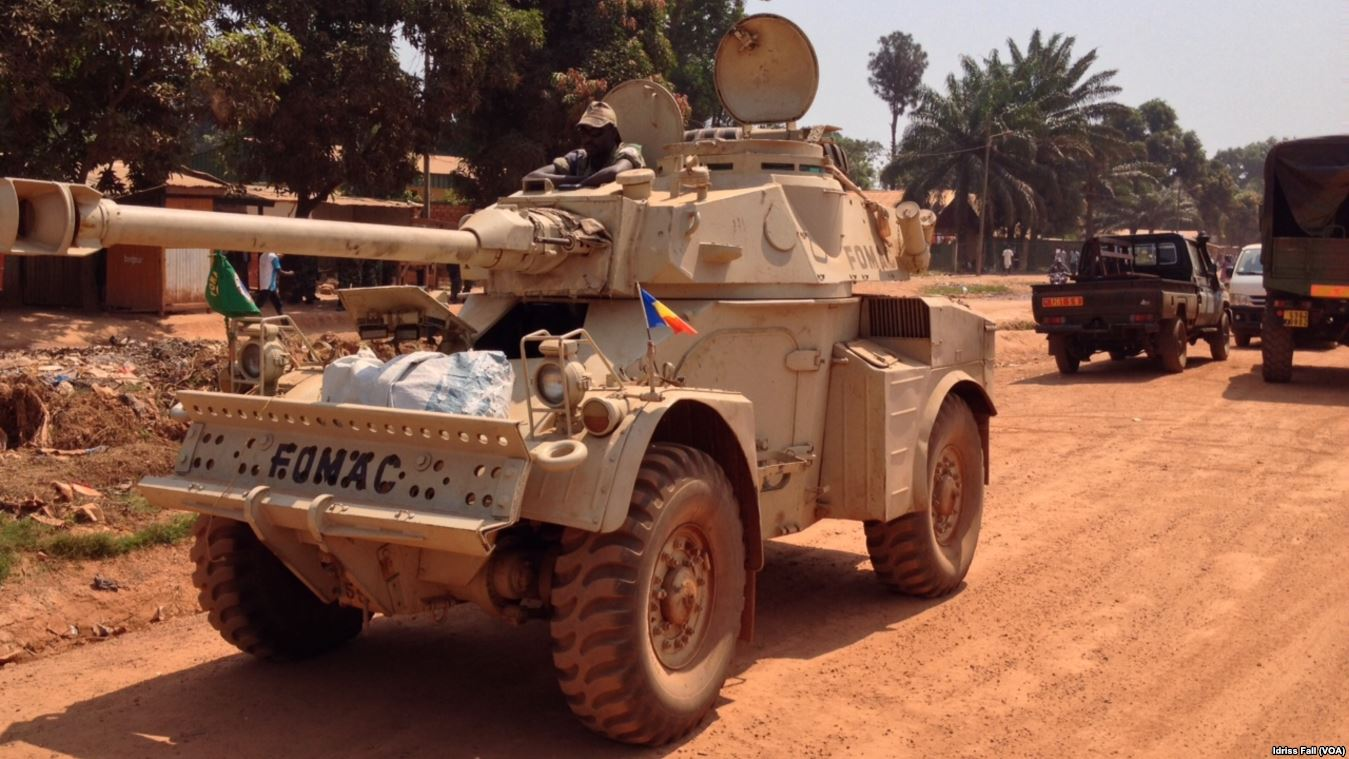
查德Eland Mk7裝甲車

從獨立到費利克斯·馬盧姆·恩加庫圖擔任總統期間（1975–79），正式的國民軍被稱為查德武裝部隊(FAT)，主要由查德南部的士兵組成，其根基是法國招募的軍隊，其軍事傳統可以追溯到第一次世界大戰。當1979年恩加庫圖的民政和軍事行政管理瓦解時，FAT失去了合法國家軍隊的地位。仍然保持著獨特的軍事地位多年，FAT最終淪為代表南方的一支區域軍隊。
哈布雷在1982年鞏固權力並擔任總統之後，他的勝利軍，北方武裝部隊(FAN)成為了一支新的國民軍的核心。該部隊於1983年1月正式組建，當時各個哈伯支持親的特遣隊合併並更名查德國家武裝部隊(FANT)。這支軍隊曾於豐田戰爭中作為主力軍隊擊退了利比亞的入侵，結束查德-利比亞衝突。
查德軍方在侯賽因·哈布雷擔任主席期間由其控制。現任查德總統伊德里斯·代比起義使哈布雷逃往蘇丹，並於1989年帶走了許多札格哈瓦人和哈吉拉伊人士兵。
在哈布雷政權結束時，查德的武裝部隊人數約為36,000，但在德比統治初期，據估計已增至50,000。在法國支持下，武裝部隊於1991年初進行了改組，目的是減少其人數並使其民族組成反映整個國家。這些目標均未實現，而軍事仍然由札格哈瓦人主導。
2004年，政府發現它所支付的許多士兵不存在，軍隊中只有大約19,000名士兵，而以前認為是24,000名。人們認為，政府對這種做法的鎮壓是2004年5月軍事叛變失敗的一個因素。
而後查德軍方捲入了蘇丹支持的叛亂分子的內戰。查德成功地擊退了叛亂運動，但也遭受了損失，例如恩賈梅納戰役(2008)。軍隊使用其砲兵系統和坦克，但裝備精良的叛亂分子可能設法摧毀了查德60 輛t-55坦克中的20輛，並擊落了Mi-24雌鹿直升機武裝直升機，炸毀了與蘇丹邊境附近的敵軍陣地。 2006年11月，利比亞向查德提供了四架Aermacchi SF.260W輕型攻擊機。它們被查德空軍用來打擊敵人的陣地，但其中之一被叛軍擊落。在恩賈梅納的最後一場戰鬥中，武裝直升機和坦克得到充分利用，將武裝民兵從總統府推回。這場戰爭影響了最高級別的軍隊領導，因為其參謀長達烏德·蘇邁因被殺。
2014年起，法國和查德等5個非洲國家政府於合作展開巴爾赫內行動，領導行動的法軍3000人部隊在查德首都恩賈梅納附近駐軍，以查德及周遭國家的伊斯蘭極端分子為目標進行反恐打擊。
2020年3月24日，奈及利亞與查德，先後宣布兩國軍隊在自家邊境內，分別遭到極端主義的恐怖組織「博科聖地」武裝突襲。已知奈及利亞軍隊至少70死，查德軍隊至少92死，是近一年多來兩國最嚴重的官兵遇襲事件。查德總統伊德里斯·代比表示：「我們損失了92名愛國士兵...這是我軍第一次遭遇如此慘重的反恐戰損。」
2020年4月17日， 查德空軍停放在恩賈梅納一座軍用機場的停機坪上的一架Su-25攻擊機意外誤射一枚俄製S-24航空火箭彈，飛彈先閃過油罐車，又差點擊中法國空軍C-130H運輸機，最後擊中總統衛隊副司令布拉希瑪（Mahamata Salaha Brahima）的住宅，造成包括布拉希瑪在內的2名成人與2名孩童當場死亡，另有兩人受傷，共計4死2傷。